# Трутнов
Тру́тнов (чеш. Trutnov, нем. Trautenau) — город в Краловеградецком крае Чехии, на реке Упе, у подножья горного массива Крконоше. Население 31,4 тыс. жит. (2004). Основная отрасль промышленности города — текстильная (главным образом, льняная). Производство изделий из стекла.

## История
Впервые упоминается около 1260 года, под современным названием (первоначально — в немецком варианте) — с 1301-го. С конца XIV века находился во владении богемской королевы. Выдержал все вражеские атаки; был взят только Яном Жижкой во время Гуситских войн в 1421 году и дважды (в 1642-м и в 1647-м) осаждался шведами в течение Тридцатилетней войны.
Индустриализация города началась в XIX веке. В 1823 году были созданы полотняная мануфактура и шёлкоткацкая фабрика. До 1945 года основное население города составляли немцы, в настоящее время — чехи.

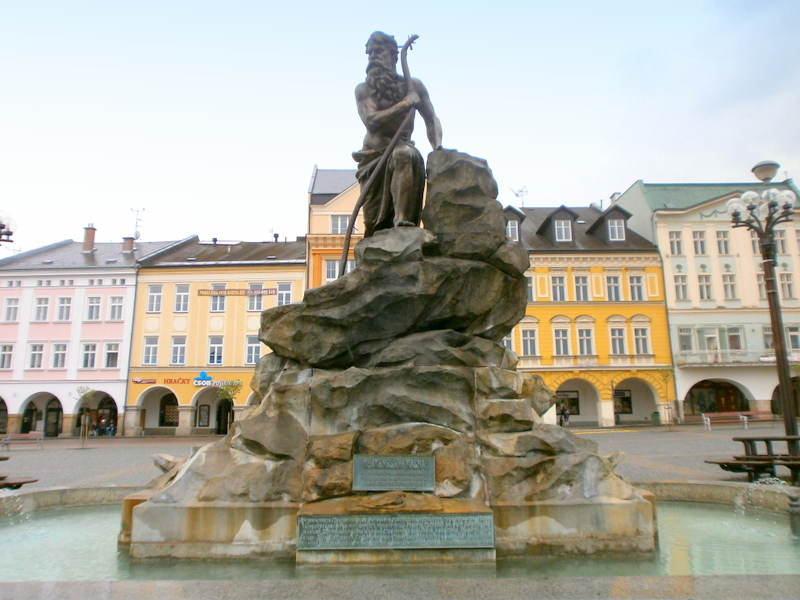
Фонтан «Краконош» на главной площади города

В городе расположен пивоваренный завод «Краконош».
18 мая 1817 года здесь родился чешский поэт, писатель и публицист, участник революционных событий 1848—1849 гг., Уффо Даниэль Хорн.
Из архитектурных памятников замечательны: одиннадцатиметровая колонна в стиле барокко, расположенная на центральной площади города; костёл Рождения Девы Марии с 64-метровой башней и обширной криптой, ныне являющийся концертным залом; скульптурная группа, изображающая Яна Непомуцкого и Святое Семейство.
Близ Трутнова — известный курорт Янске-Лазне.

## Население
| 1869    | 1869    | 1880    | 1880    | 1890    | 1900    | 1910    | 1921    | 1930    |
| ------- | ------- | ------- | ------- | ------- | ------- | ------- | ------- | ------- |
| 8297    | ↗18 289 | ↗22 391 | ↘11 253 | ↗25 407 | ↗27 561 | ↗29 786 | ↘26 412 | ↗28 329 |
| 1930    | 1950    | 1950    | 1961    | 1961    | 1970    | 1970    | 1980    | 1980    |
| ↘15 923 | ↗21 030 | ↘18 906 | ↗25 214 | ↘22 801 | ↗23 914 | ↗26 046 | ↗29 506 | →29 506 |
| 1991    | 1991    | 2001    | 2014    | 2016    | 2017    | 2018    | 2019    | 2020    |
| ↗31 999 | →31 999 | ↘31 997 | ↘30 808 | ↗30 812 | ↘30 680 | ↘30 577 | ↘30 372 | ↘30 234 |
| 2021    | 2021    | 2022    | 2023    | 2024    | 2025    |         |         |         |
| ↘29 958 | ↘29 054 | ↗29 430 | ↗29 660 | ↘29 584 | ↗29 607 |         |         |         |

## Города-побратимы
- Вейхерово, Польша
- Вюрцбург, Германия (2008)
- Каменна-Гура, Польша
- Кемпно, Польша
- Лофельден, Германия
- Свидница, Польша (1998)[21]
- Сеница, Словакия
- Стшелин, Польша